# Aras (Cantabria)
Aras fue un antiguo municipio de Cantabria formado en 1835 con una parte del territorio de Voto, donde volvió a reintegrarse en 1840.
El municipio estaba enclavado en la comarca de la comarca de Trasmiera e incluyó las localidades del Valle de Aras: San Mamés de Aras, San Miguel de Aras (con el barrio de Llueva y las cuevas prehistóricas de Cobrantes y La Covarona) y San Pantaleón de Aras, al suroeste de Voto.
Cinco años más tarde de la creación del ayuntamiento en 1835 se decidió su disolución, reintegrando su territorio en el municipio de Voto en 1840, junto con otros territorios (Rada y Secadura) que también se habían desgajado de Voto.